# Строительные инструменты
Строительные инструменты — инструменты, используемые преимущественно при производстве строительных, монтажных и ремонтно-строительных работ.

## Общие сведения
Строительные инструменты делятся на ручные и механизированные. В промышленности рассматриваются также станочные инструменты (резцы, фрезы, сверла и т. п.), которые не относятся к специфическим строительным инструментам, а используются на заводах, строительной индустрии, на строительных базах, в мастерских и на заготовительных производствах.
Основными требованиями к строительным инструментам являются: безопасность, эффективность, экономия трудовых затрат, портативность, малый вес.
Большое значение придается безопасности производства работ с использованием строительных инструментов. Инструмент, применяемый в строительстве, промышленности строительных материалов и строительной индустрии, должен осматриваться не реже одного раза в 10 дней, а также непосредственно перед применением.

## Ручные инструменты
Имеется около 2000 отечественных стандартов (ГОСТ) на промышленные инструменты, значительная часть которых применяется в строительстве. Строительные инструменты часто классифицируют по видам работ, для которых они предназначены. В приведенную ниже классификацию не включены сменные вставки к инструментам (шлифовальные круги, ножовочные полотна и др.), вспомогательные материалы (наждачная бумага, масла и др.), технологические приспособления (леса, Подмостки и др.) и приспособления для охраны труда (каски, рукавицы, ограждения и др.).

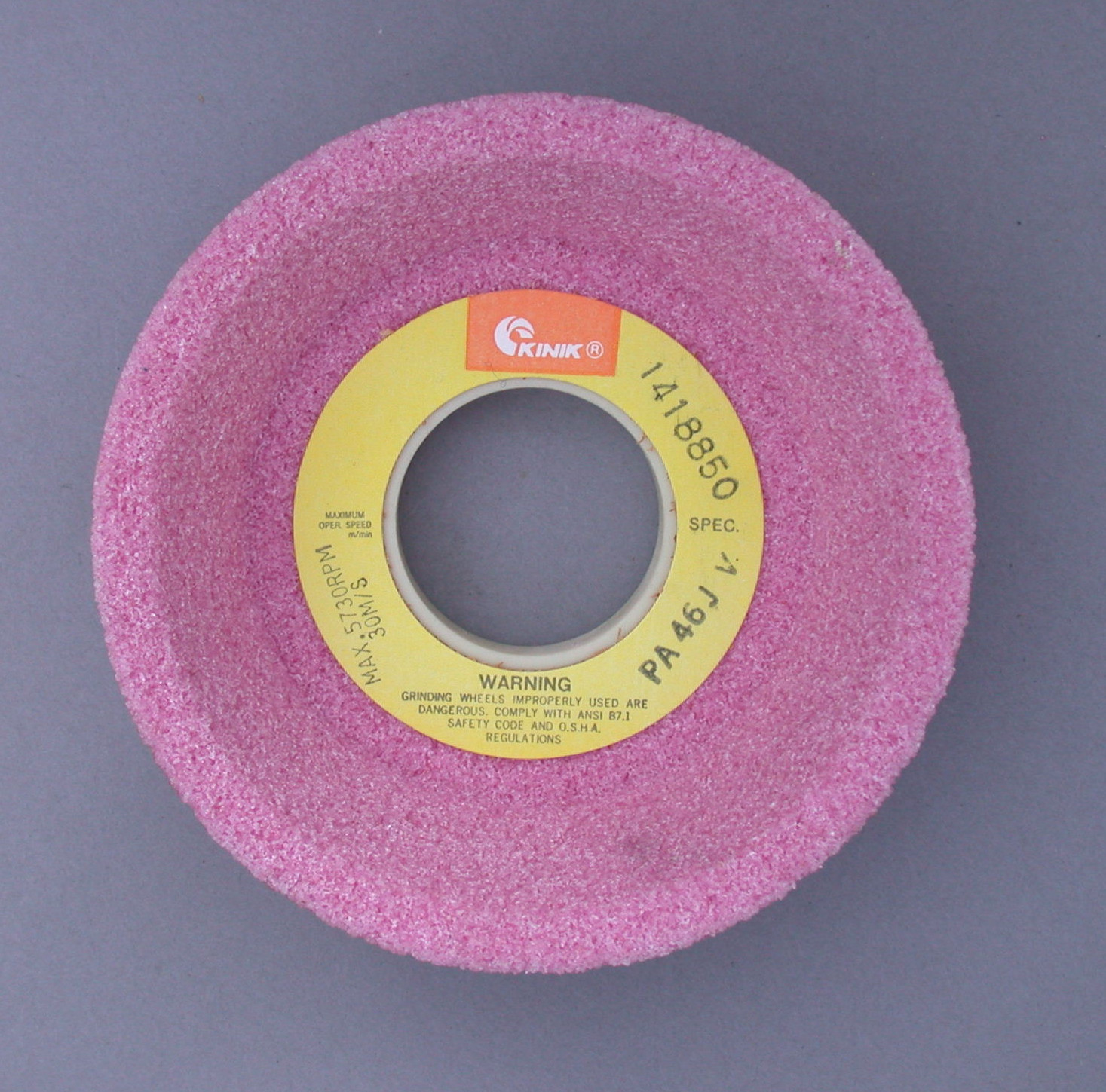
Шлифовальный круг

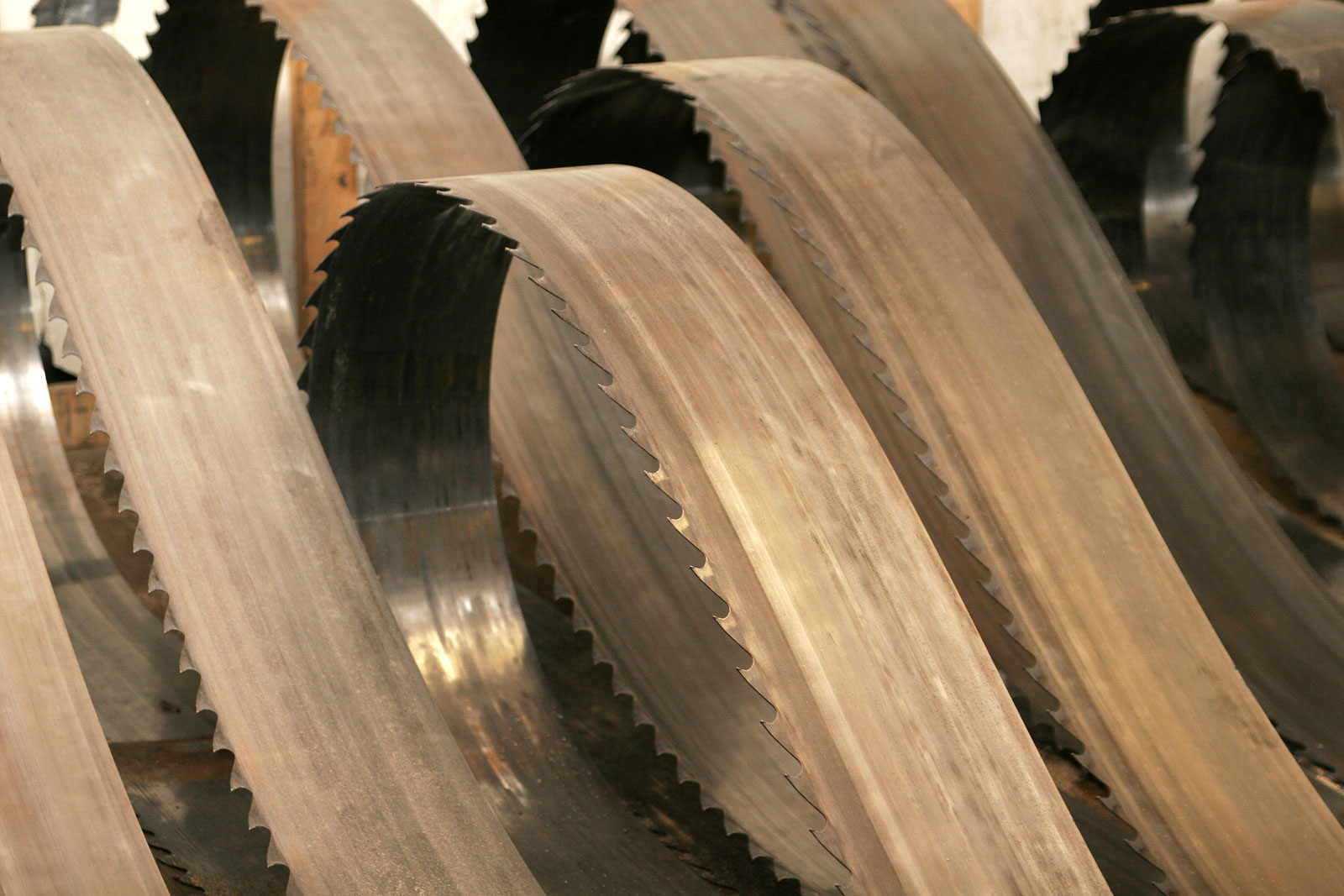
Ножовочное полотно

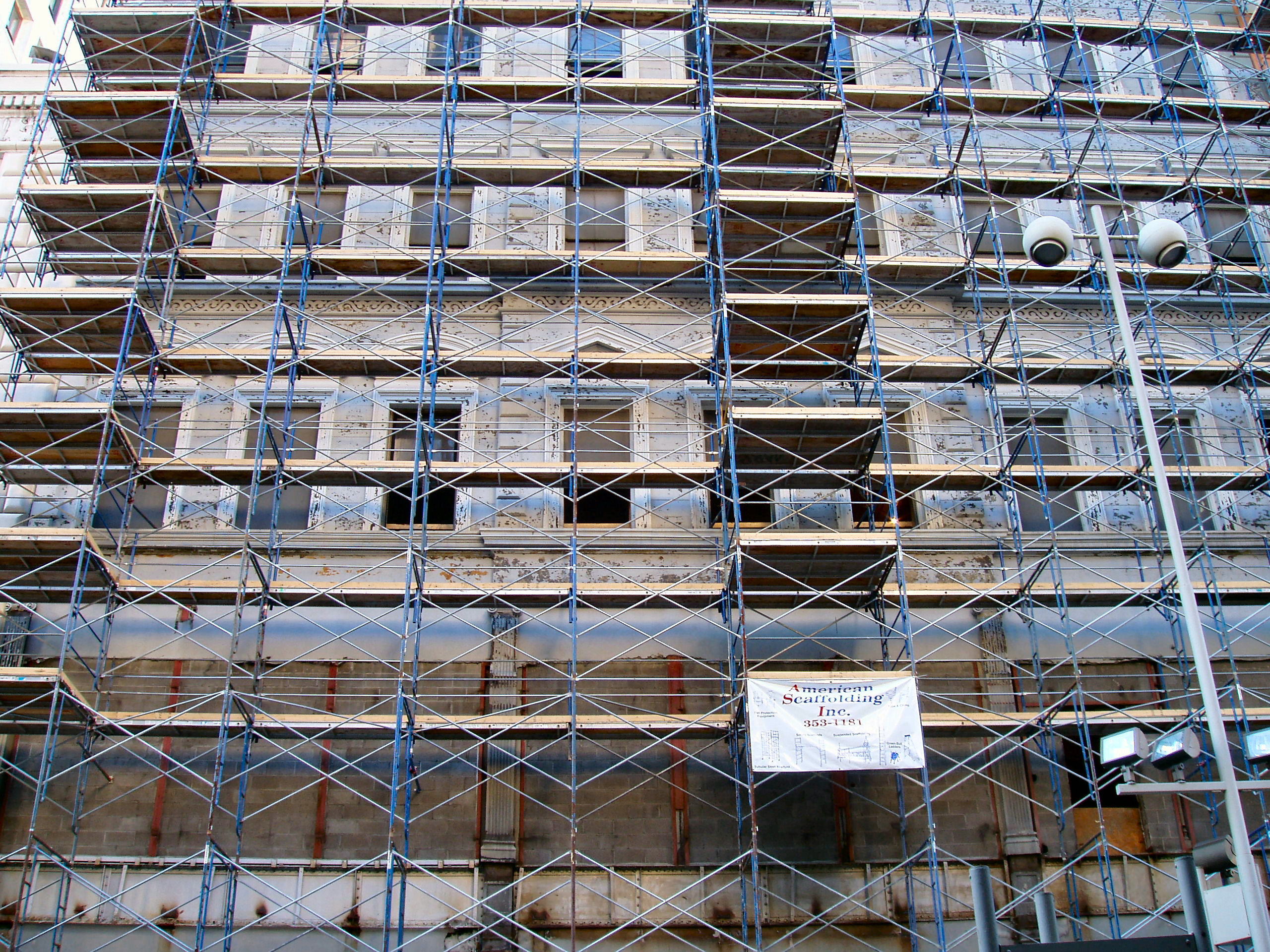
Строительные леса используемые на стройке

### Ручные инструменты для транспортировки грузов
Для переноски и подъёма строительных грузов могут использоваться носилки, тачки, тележки, ведра, коромысла, бадьи, короба и др., а также ручные лебёдки, домкраты, блоки, полиспасты. Следует учитывать, что для женщин нормы предусматривают подъём и перемещение тяжестей весом не более 10 кг, а при постоянной работе — 7 кг.

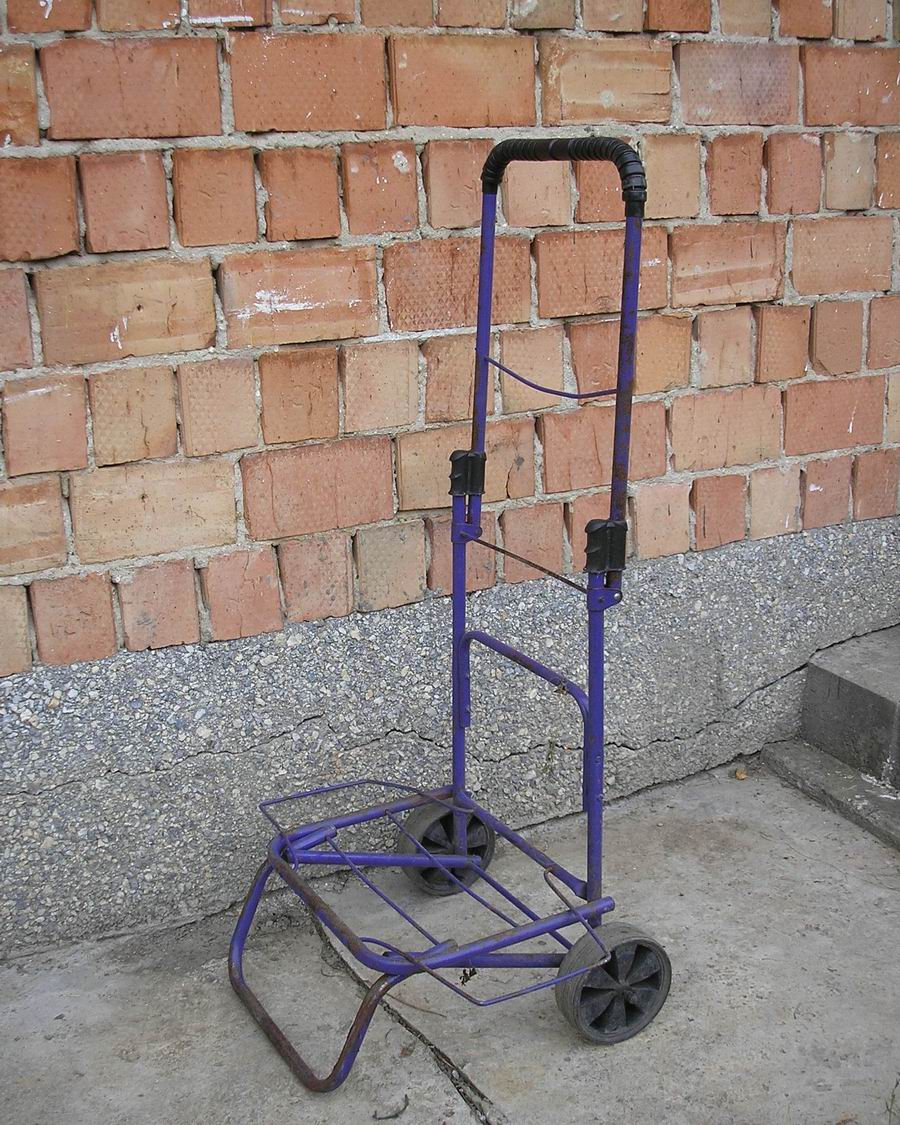
Ручная тележка

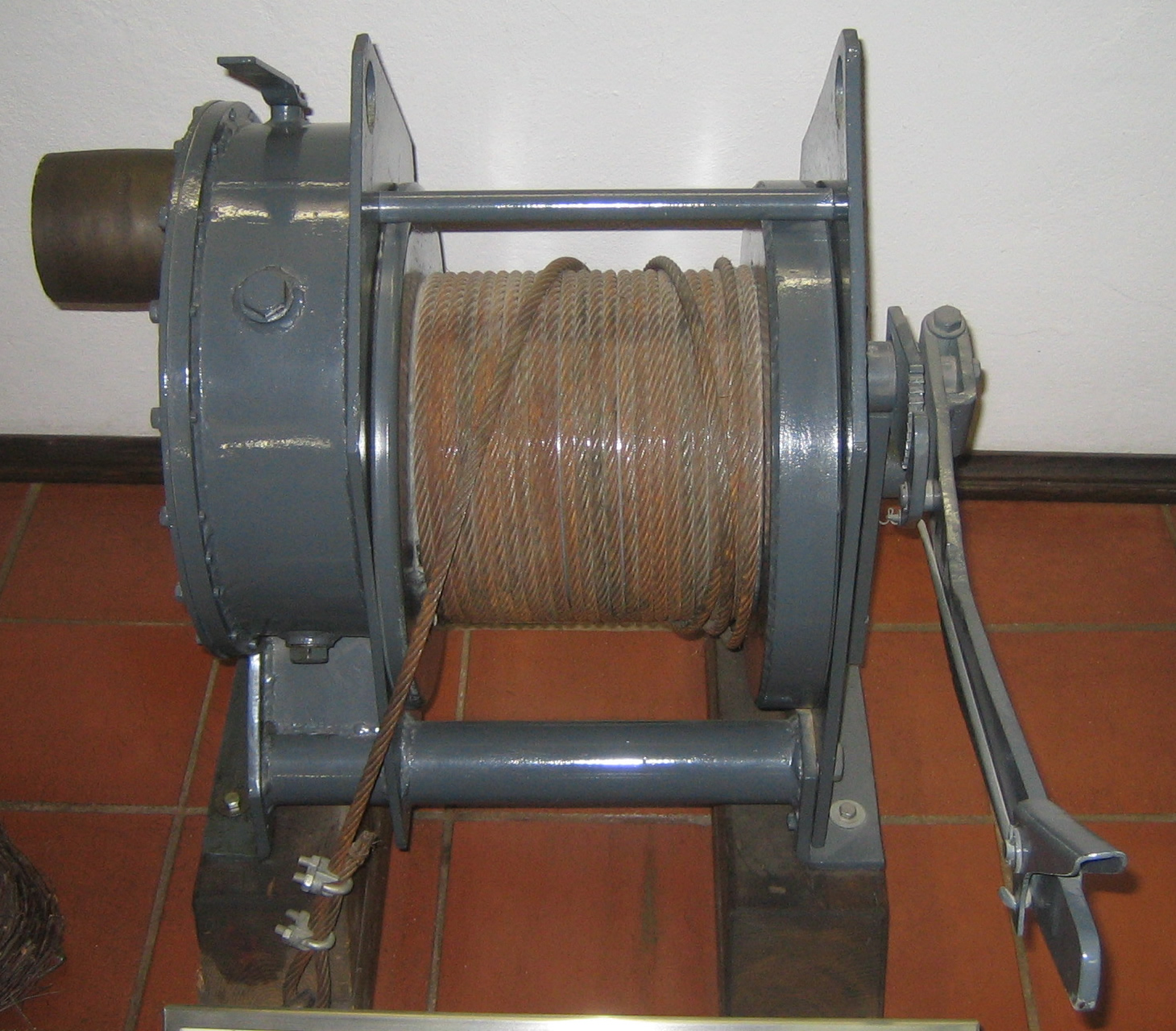
Лебёдка

### Ручные инструменты для земляных работ
Эти инструменты являются одними из самых древних, используемых человеком. К ним относятся остроконечные и совковые лопаты, кирки, заступы, буры, ручные трамбовки, садовые вилы, грабли и др. Ручных земляных работ следует по возможности избегать, так как производительность труда при этом в десятки раз ниже, чем на механизированных земляных работах.

### Ручные инструменты для слесарно-монтажных работ
Комплекты инструментов для слесарно-монтажных работ при изготовлении и монтаже строительных конструкций и деталей в принципе мало отличается от аналогичного набора в машиностроении. К таким инструментам относятся:
- слесарный инструмент (клещи, метчики, плашки, зенковки, развёртки, воротки, кернеры, зубила, пилы, ножи, ножовки, ножницы, болторезы, напильники, надфили, рашпили);
- монтажный инструмент (гаечные ключи, молотки, кувалды, плоскогубцы, круглогубцы, кусачки, степлеры, нейлеры[5], заклёпочники, отвёртки, клещи для зачистки проводов, монтажные пистолеты);
- вспомогательный инструмент (тиски, струбцины, тестеры, переносные лампы и др).

### Ручные инструменты для сварки
Для электродуговой и газовой сварки применяют в основном не инструменты, а оборудование: сварочные выпрямители, трансформаторы, источники питания, сварочные агрегаты, ацетиленовые генераторы и др. К инструментам можно отнести электрододержатели, провода с соединительными муфтами и клеммами, зубила, молотки, плоскогубцы, разводные ключи, щётки, а для газовой сварки и резки — горелки и резаки.

### Плотницкий и столярный инструмент
Плотницкое дело — одно из самых древних занятий на Руси. В отличие от него, столярное дело более молодое и более «тонкое» ремесло, посвящено изготовлению мебели, деревянных изделий, окон и дверей. Тем не менее, некоторые виды инструментов у них общие, так как сырьём является дерево. Среди инструментов можно назвать верстаки, стусла, рейсмусы, малки, угольники, гвоздодёры, топоры, долота, колуны, пилы и ножовки, коловороты, стамески, рубанки различных видов, киянки, лобзики, клюкарзы, церазики и др.

### Ручные инструменты для отделочных и кладочных работ
Поскольку при каменной кладке, так же как при отделочных работах, применяют строительные растворы, то некоторые инструменты на этих работах схожи. К ним относятся кельмы, мастерки, лопаты, прави́ла, угольники, отвесы, пистолеты для монтажной пены. Дальше начинаются различия: при каменной кладке применяют порядовки, расшивки, щвабровки. При штукатурных работах применяют шпатели, соколы, штукатурные лопатки, отрезовки, гладилки, скребки, тёрки и полутёрки.
Для иных отделочных работ (малярных, обойных, облицовочных, стекольных) применяют также ножи, щётки, малярные валики и кисти, плиткорезы, окрасочные пистолеты и краскопульты, стеклорезы, стеклодомкраты и др.

### Измерительные приборы и приспособления
Значительную часть ручных инструментов представляют измерительные приборы: микрометры, толщиномеры, штангенглубиномеры, глубиномеры, индикаторы, калибры, кронциркули, штангенциркули, рулетки измерительные и геодезические, нивелиры, теодолиты, дальномеры, линейки, щупы, отвесы, уровни и гидроуровни, лупы, эндоскопы, шумомеры, курвиметры, угломеры, рейки, малки, твердомеры, динамометры, дефектоскопы, вискозиметры и др.

## Ручные машины (механизированные инструменты)
Термин «Ручные машины» установлен ГОСТ 16436-70, хотя на практике гораздо чаще применяются термины «Механизированный инструмент», «малая механизация». Согласно этому ГОСТ, ручной машиной называется технологическая машина, снабжённая встроенным двигателем, при работе которой вес машины полностью или частично воспринимается руками оператора.

### Привод ручных машин
Привод ручных машин может быть электрический, пневматический, реже гидравлический и от двигателя внутреннего сгорания. По способу передачи энергии привода на рабочий орган ручные машины могут быть:
- фугальные (без преобразовательного механизма)
- механические (с промежуточным преобразовательным механизмом)
- компрессионно-вакуумные (с пневматическим ударником)
- пружинные (с упругим звеном).

Двигатели внутреннего сгорания для механизированного инструмента применяются сравнительно редко, в основном когда нужна повышенная автономность работ: для бензопил, газонокосилок и т. п.

### Исполнение и назначение ручных машин
По исполнению ручные машины могут быть прямые (у которого оси рабочего органа и привода параллельны или совпадают) и угловые (у которых оси рабочего органа и привода расположены под углом), а также реверсивные и нереверсивные. По регулированию скорости ручные машины могут быть односкоростные (нерегулируемые) и многоскоростные.
По назначению ручные машины делятся на:
- сверлильные, включая ударно-вращательные
- зенковальные, развальцовочные, развёртывающие
- фрезерные
- резьбонарезные
- резбозавёртывающие, гайковёрты, шуруповёрты, шпильковёрты, муфтовёрты
- шлифовальные
- скобозабивные, гвоздезабивные
- пилы и лобзики
- ножницы, кромкорезы
- шаберы, рубанки, бучарды
- долбежники, бороздоделы, ломы, перфораторы
- молотки, включая рубильные, клепальные, зачистные и отбойные
- трамбовки

Хотя указанная классификация создана для машиностроения, большинство инструментов этих видов применяются также в строительстве, на монтажных работах, при заготовке строительных конструкций и деталей. В то же время в строительстве часто применяется дополнительные виды инструментов:
- электродрели
- пневматические нейлеры
- устройства для индукционного нагрева стыков
- механизмы для гибки листового металла и труб
- дробилки пней
- фильтр-прессы

## Организация и экономика использования инструментов
Использование средств малой механизации является, как правило, высокоэффективным мероприятием, позволяющим снизить затраты ручного труда при минимальных затратах на технику. На передовых зарубежных и отечественных стройках стараются не применять трудовые операции без использования механизированного инструмента. В то же время на стройках необходимо обеспечивать сохранность инструмента и его работоспособность.
Для рационального применения строительных инструментов разрабатываются нормативы потребности в инструменте, монтажной оснастке и средствах малой механизации, бригадные нормокомплекты инструмента и приспособлений, каталоги ручного и механизированного инструмента, альбомы монтажной оснастки и др..
При составлении сметных расценок на строительные и монтажные работы механизированный инструмент учитывается аналогично строительным машинам по количеству машино-часов, затрачиваемых на выполнение работ. Такие расценки можно найти в сметных справочниках. В то же время стоимость ручного инструмента учтена в накладных расходах строительной организации и отдельно не выделяется. В бухгалтерском учёте инструменты стоимостью до 40 000 руб. и сроком службы до одного года учитываются как материалы, без амортизации.